# Trenque Lauquen
Trenque Lauquen é uma cidade da Argentina, situada na província de Buenos Aires.